# Kapbussard
Der Kapbussard (Buteo trizonatus) ist ein Greifvogel aus der Familie der Habichtartigen (Accipitridae).
Er wurde als konspezifisch mit dem Mäusebussard (Buteo buteo) angesehen, dann bis vor kurzem mit dem Bergbussard (Buteo oreophilus).
Er kommt in Südafrika vor am Westkap und Ostkap nördlich bis Limpopo.
Der Lebensraum umfasst Wald und Waldränder der gemäßigten Zonen bis 1500 m über dem Meeresspiegel.
Der Artzusatz kommt von lateinisch tri- ‚drei-‘ und lateinisch zonatus ‚gebändert‘.

## Merkmale
Die Art ist 41 bis 48 cm groß, wiegt um die 700 g, die Flügelspannweite liegt zwischen 102 und 117 cm. Sie ähnelt dem Bergbussard (Buteo oreophilus) mit bräunlicher Oberseite und weißlicher, bräunlich gestrichelter Unterseite, unterscheidet sich aber durch rotbraune Ränder der bräunlichen Rückenfedern, Kinn und Unterschwanzdecken sind nicht markiert, die Unterseite weist weniger Strichelung auf, auch sind die Flügelspitzen schmaler. Sie hat breitere hellbraune Säume auf der Oberseite und meistens ein breites, weißes Brustband. Der Schwanz ist hellbraun und hat eine helle Endbinde, eine dunkle Subterminalbinde und drei bis vier dünnere dunkle Querbinden von der Spitze her. Die Unterschwanzdecken sind heller. Die Iris ist bräunlich, Wachshaut und Füße sind gelb.
Jungvögel haben eine blassere Iris und zahlreiche dunkle Binden auf dem Schwanz.
Die Art ist monotypisch.

## Stimme
Der Ruf wird als lautes, klagendes „kyaaah“, ähnlich dem des Mäusebussards beschrieben.

## Lebensweise
Die Nahrung besteht aus überwiegend aus Säugetieren, Vögeln, Schlangen und Insekten.
Die Brutzeit liegt zwischen Ende September bis Anfang November. Das Nest wird in einem Baum 8 bis 20 m über dem Erdboden aus Zweigen errichtet.
Das Gelege besteht aus 2, manchmal 3 Eiern.

## Gefährdungssituation
Die Art gilt als gering gefährdet (Near Threatened).